# Micrura trigonocephala
Micrura trigonocephala är en djurart som tillhör fylumet slemmaskar, och som beskrevs av Jirô Iwata 1957. Micrura trigonocephala ingår i släktet Micrura och familjen Lineidae. Inga underarter finns listade i Catalogue of Life.